# Mush-Mush et les Champotes
Mush-Mush et les Champotes (Mush-Mush and the Mushables) est une série télévisée d'animation franco-belge créée par Elfriede de Rooster et diffusée depuis le 17 octobre 2020.
Mélangeant images de synthèse et animation traditionnelle et destinée aux enfants à partir de 4 ans, elle met en scène, dans des épisodes de 12 à 22 minutes, les Champotes, des petits champignons anthropomorphes qui ont pour mission de préserver la forêt. Chacun des Champotes a un talent particulier qu'il apprend à maîtriser au fil des épisodes : Mush-Mush communique avec la nature, Lilit s'illumine et Sep a une grande mémoire.
Produite par La Cabane et Thuristar et vendue dans près de 150 pays,, elle est disponible sur Netflix depuis 2023, après avoir été diffusée en France sur Piwi+ et Canal+ Family et en Belgique sur la RTBF.
Un moyen métrage, Mush-Mush et le Petit Monde de la forêt, constitué des épisodes Le Gardien de la forêt, Rainette sans abri et Le Pollen et les Abeilles, sort en salles le 15 septembre 2021,.

## Synopsis
Mush-Mush et les Champotes suit les aventures de Mush-Mush, ses meilleurs amis Sep et Lilit ainsi que le reste de la communauté Champote, alors qu'ils grandissent et explorent l'univers unique qui les entoure.

## Fiche technique
- Titre français : Mush-Mush et les Champotes
- Titre anglais : Mush-Mush and the Mushables
- Réalisation : Joeri Christiaen
- Création : Elfriede de Rooster
- Scénario : Elfriede de Rooster et Benjamin Richard (bible littéraire), Ross Hastings (direction d'écriture)
- Direction artistique : Joeri Christiaen
- Animation : Cube Creative
- Musique : Jan Duthoy et Frederik Segers
- Production : Perrine Gauthier
- Sociétés de production : La Cabane Productions, Thuristar, Cake Entertainment, VRT-Ketnet
- Sociétés de distribution : Canal+ Family (France), RTBF (Belgique)
- Pays de production :   France /  Belgique
- Langue originale : français
- Format : couleur — HDTV — 16/9 — son stéréo Dolby Digital
- Genre : animation
- Nombre d'épisodes : 100 (2 saisons)
- Durée : 11 minutes (22 min. pour les épisodes doubles)
- Dates de première diffusion :
  - France : 17 octobre 2020

Source : Thuristar, IMDb.

## Distribution

### Voix françaises
- Fanny Bloc : Mush-Mush
- Kaycie Chase : Lilit
- Emmylou Homs : Sep
- Emmanuel Garijo
- Christophe Lemoine
- Xavier Fagnon
- Barbara Berretta

Version française : Studio de doublage : Piste rouge ; direction artistique : Céline Ronté
Source : RS Doublage et générique de fin.

### Voix anglaises
- Jules de Jongh : Mush-Mush
- Kaycie Chase : Lilit
- Teresa Gallagher : Sep
- David Gasman
- Christopher Ragland
- Lizzie Waterworth
- Rachael Miller

## Liste des épisodes

### Saison 1
1. Le Pacte de l'amitié (épisode double)
2. Le Gardien de la forêt (épisode double)
3. Sauver le chêne-parc
4. Scarab attaque
5. Nom d'un compost
6. L'Envol
7. Bête de course
8. Team Mush-Mush
9. Le Jour des crêpes
10. La Fête de la farce
11. Rainette sans abri
12. Embourbés
13. Le Bâton de sagesse
14. Mush-Mush ce héros
15. Le Pollen et les Abeilles
16. À la recherche du Champetit
17. Le Grand Saut
18. Pof a le bourgeon
19. Mon ami Tadbou
20. Qui dévore sève-les-pins
21. Charmeurs de serpents
22. Le Chant du rossignol
23. Double Surprise
24. Les Indésirables
25. Le Trésor de Musho
26. Lilit rayonne
27. Mush-Mush le devin
28. La Balade de Rosée
29. Sep a du nez
30. Compost à emporter
31. Bolite en scène
32. Humus et Coutumes
33. La Disparition
34. Pas touche
35. L'Art de l'amitié
36. Roulinator
37. La Face cachée de la morille
38. Bonds et Rebonds
39. SOS Champlugrands
40. La Disparition
41. Starmush le légendaire
42. On se méfie des défis
43. Les Conséquences
44. L'Écorce coup de foudre
45. La Musique de la forêt
46. Sep l'expert
47. Avis de tempête
48. Cours, Rosée, cours
49. Les Aventuriers
50. Presque parfait

Source : Canal+.

### Saison 2
1. Une journée mémorable (épisode double)
2. Retour à la forêt (épisode double)
3. Le Compost des Marais
4. La Force de Sep
5. Le Monstre du Lacmousse
6. Demande à Starmush
7. Un ami collant
8. L'Art de la Liane
9. Guérison express
10. Pris dans la toile
11. Une brillante idée
12. Serpents vs Fourmis
13. Le Plus Petit des problèmes
14. Pofiteroles
15. Copains de scarabées
16. Le Pantamousse
17. Une nuit dans la forêt profonde
18. Portrait d'un champote
19. Rosée touche le ciel
20. Sep déménage
21. Chapeau caché
22. Les Ouvreurs de bocaux
23. Les Collectionneurs
24. Les Indécollables
25. Les Affaires disparues
26. Le Champetit timide
27. Massages pour escargots
28. Le Grand Jour sauvage
29. Amanita ne danse pas
30. Myrtille fatale
31. Les Boulettes du chef
32. Un coquillage à soi
33. Coach rosée
34. La Chanson de la forêt
35. La Statue
36. Le Pouvoir du mignon
37. Surfeurs d'écorce
38. Une touche de courage
39. Le Compost doré
40. L'Artiste
41. Monsieur répare-tout
42. Un don très spécial
43. Vraiment unique
44. Une amitié volcanique
45. Le Remède de l'amitié
46. Coquilles Sitter
47. Le Chef de Sève-les-Pins
48. P'tit Sep
49. Le Maillon tadbou
50. La Musique des couleurs

Source : Canal+.

## Distinctions

### Nominations
- International Emmy Kids Awards 2021 : Meilleure série d'animation[12],[2]

## Réception
Le Monde classe la série parmi les meilleures pour « survivre à un voyage en train avec enfants ».
Télérama qualifie Mush-Mush et le Petit Monde de la forêt « d'épopée écolo-buissonnière ».